# Randolph Churchill
Randolph Henry Spencer-Churchill (Londres, 13 de febrero de 1849 - Londres, 24 de enero de 1895) fue un político y aristócrata británico, padre del futuro primer ministro, Winston Churchill, que publicó en 1906 su biografía, Lord Randolph Churchill.

## Primeros años
Randolph fue el tercer hijo de John Winston Spencer-Churchill, el séptimo Duque de Marlborough, y su esposa, lady Frances Anne Emily Vane (1822-1899), hija del Charles William Vane, tercer Marqués de Londonderry. Nacido en el palacio de Blenheim (Oxfordshire), estudió en Eton y en la Universidad de Oxford.

## Matrimonio e hijos
En 1874 Churchill contrajo matrimonio con la estadounidense Jennie Jerome. Su hijo, Winston Churchill, ocupó el cargo de primer ministro durante y después de la Segunda Guerra Mundial. Su segundo hijo fue John Strange Spencer-Churchill (1880-1947), Mayor del Ejército Británico.

## Vida pública
Churchill fue elegido diputado de la Cámara de los Comunes en 1874 y se unió al Partido Conservador. Fue un miembro poco activo hasta 1880, fecha en la que la derrota conservadora le situó en un primer plano como líder del llamado fourth party (cuarto partido), una pequeña asociación de independientes del Partido Conservador (tory) y del liberal (whig). Este grupo defendía un programa progresista para el Partido Conservador conocido como 'democracia tory'. Churchill destacó como orador documentado y original, que destacaba por sus críticas a la política tanto exterior como interior del primer ministro William Ewart Gladstone. Cuando los conservadores volvieron al poder en 1885, Churchill pasó a ser secretario de Estado para la India. El acontecimiento más relevante de su mandato fue la anexión de Birmania. En 1886 fue presidente de la Cámara de los Comunes y ministro de Hacienda durante seis meses, pero dimitió por rechazar un incremento del presupuesto para gastos militares. A partir de este momento no volvió a tomar parte en la vida pública.
Una curiosidad referente a este político, es que muchos años después de su fallecimiento, fue acusado de haber integrado una banda de conspiradores para asesinar a quienes hoy día son conocidas como las víctimas de Jack el Destripador. Esta teoría, al presente está desacreditada, y tuvo por promotor al escritor Stephen Knight, autor del ensayo titulado Jack the Ripper: The Final Solution. La hipótesis fue objeto de libros posteriores, que la ampliaron, insistiendo en la participación de Lord Randolph Churchill en esta trama.